# 凯瑟琳·奥哈拉
凯瑟琳·安妮·奥哈拉 OC（英語：Catherine Anne O'Hara，1954年3月4日—）是一位加拿大裔美国籍喜剧女演员、编剧，她最出名的角色為《寶貝智多星》和《寶貝智多星2之玩轉紐約》中主人翁凱文的母親。
1982年，凯瑟琳獲得黃金時段艾美獎最佳女配角獎，並於1999年憑藉電影《The Life Before This》獲得吉尼獎最佳女配角獎。
她也為許多動畫電影配音，如：2012年《科學怪犬》、2014年《回憶中的瑪妮》、2019年《阿達一族》、2023年《元素方城市》等。

## 外部連結
- Catherine O'Hara在互联网电影资料库（IMDb）上的資料（英文）
- Catherine O'Hara at Northernstars.ca